# ایوانا اولیژووا
ایوانا اولیژووا (چکی: Ivana Uhlířová؛ زادهٔ ۲۳ ژوئیهٔ ۱۹۸۰) بازیگر اهل جمهوری چک و برندهٔ جایزهٔ جایزهٔ آلفرد رادوک است.
از فیلم‌ها یا مجموعه‌های تلویزیونی که وی در آن‌ها نقش داشته است، می‌توان به بوته سوزان و کسالت در برنو اشاره نمود.